# 테라흐 카테나
테라흐 카테나(Terah Catena)는 목성의 위성인 가니메데의 사슬형 충돌구 중 하나이다. 길이는 283km이다.